# Beech (Hampshire)
Beech – wieś w Anglii, w hrabstwie Hampshire, w dystrykcie East Hampshire. Leży 28 km na wschód od miasta Winchester i 74 km na południowy zachód od Londynu. Miejscowość liczy 535 mieszkańców.